# Brno-Královo Pole (nádraží)
Brno-Královo Pole je železniční stanice ve čtvrti Královo Pole v Brně. Nachází se na železniční trati z Brna do Havlíčkova Brodu.

## Historie

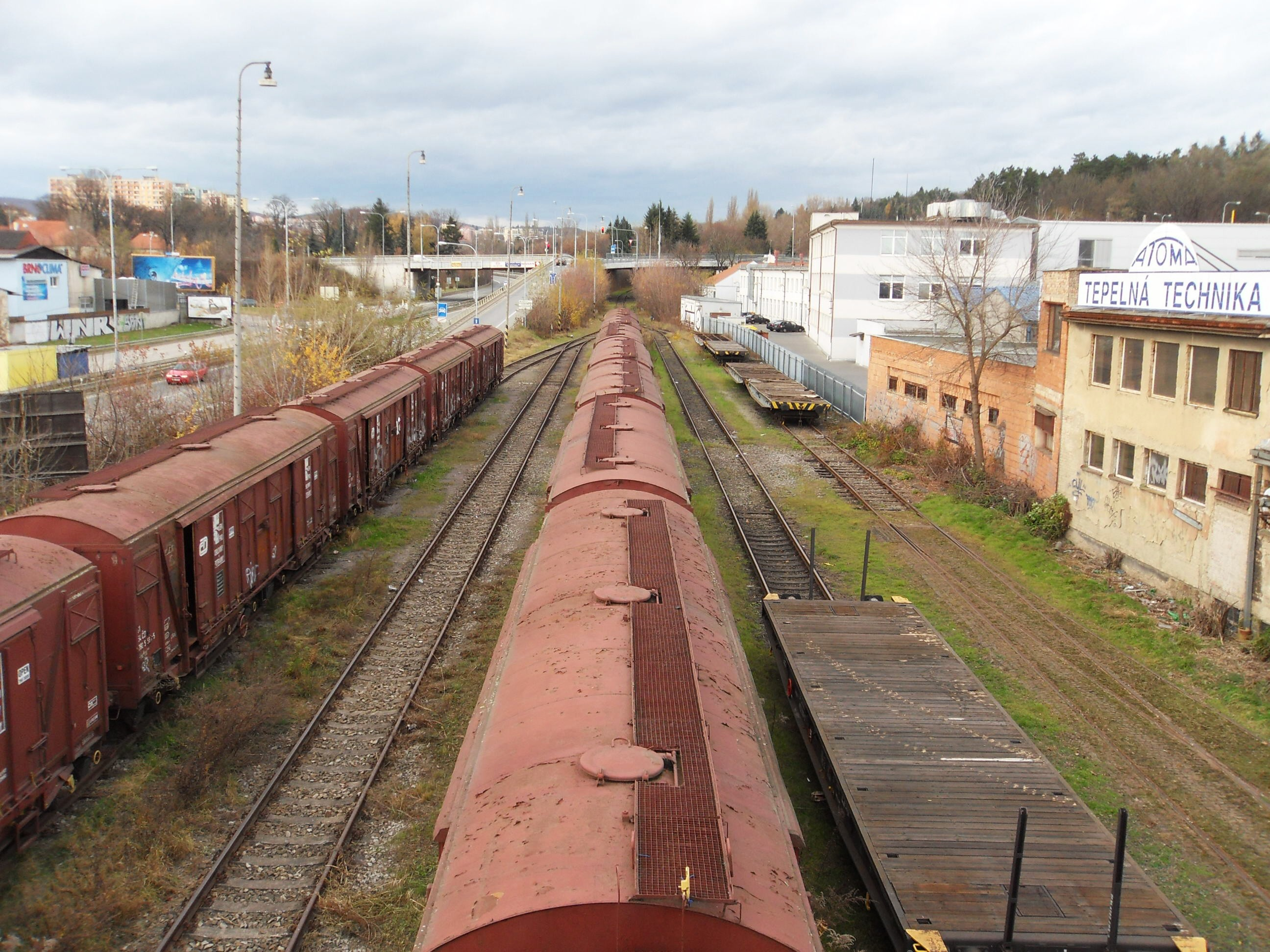
Kolejiště starého nádraží v Králově Poli

Původní železniční stanice v Králově Poli se nacházela v prostoru dnešní Sportovní ulice, poblíž ulice Sladkovského. Vznikla v roce 1885 jako jedna z dopraven na tehdy zprovozněné trati z Brna do Tišnova. Od roku 1938 byla mezi Brnem a Havlíčkovým Brodem stavěna nová rychlíková trať, která byla uvedena do provozu 20. prosince 1953 a na které byla v Budovcově ulici zřízena již v roce 1952 nová stanice Královo Pole, jež funguje dosud. Kolejiště původního královopolského nádraží, s novým propojené spojovací kolejí podél ulice Sportovní, slouží od roku 1962 pouze pro posunovací práce a odstavování vozů. Vedou z něj vlečky do areálu Královopolské a do areálu Tepláren Brno. Staniční budova byla spolu s dalšími částmi původní stanice zbořena ve druhé polovině 80. let při výstavbě silniční Svitavské radiály, která byla vedena podél kolejiště.
Na novém nádraží v Králově Poli byla v roce 1954 postavena rozsáhlá výpravní budova. V přednádražním prostoru byla v 80. letech postavena silniční estakáda směrově dělené čtyřpruhové výpadové Svitavské radiály.
Zanedbávané královopolské nádraží počátkem 21. století již nestačilo kvalitativním nárokům na příměstskou dopravu. Radní městské části Brno-Královo Pole oslovili architekta Petra Parolka, který v roce 2010 navrhl zcela novou staniční budovu ve stylu organické architektury. Revitalizace celého dopravního terminálu, včetně stavby objektu, připomínajícího letící vážku, měla stát asi 700 milionů korun, byla však zastupitelstvem městské části odmítnuta jako megalomanská. I přesto Správa železniční dopravní cesty (SŽDC) připravovala komplexní modernizaci nádraží a nahrazení výpravní budovy z 50. let 20. století novým dvoupodlažním objektem. V rámci přestavby stanice má kromě výstavby nové budovy a úpravy kolejiště dojít k proražení podchodu směrem k Myslínově ulici a k rekonstrukci 1. traťové koleje v úseku Brno-Maloměřice – Kuřim. Slavnostní zahájení stavby s náklady 2,95 miliardy korun se uskutečnilo v prosinci 2023. V květnu 2024 proběhla demolice nádražních budov.

### Doprava ve stanici
Ve stanici Královo Pole zastavují vlaky příměstské železniční linky S3, která je součástí Integrovaného dopravního systému Jihomoravského kraje (IDS JMK). Dálková doprava v relaci Brno – Havlíčkův Brod – Praha je řešena rychlíkovou linkou R9, jejíž spoje v Králově Poli zastavují. Stanice Brno-Královo Pole je také konečnou stanicí pro linku R8 Brno – Ostrava – Bohumín.

### Budoucnost
V jedné z variant Severojižního kolejového diametru se uvažuje o napojení na železniční trať Brno – Havlíčkův Brod v prostoru nádraží Brno-Královo Pole. V takovém případě by se diametr po stanici Šumavská stočil k tramvajové zastávce Kartouzská a pokračoval dále přes čtvrť Ponava ke královopolskému nádraží. Vedení trasy diametru má rozhodnout studie.

## Terminál MHD
Před železniční stanicí se v Budovcově ulici (částečně pod silniční estakádou Sportovní ulice) nachází terminál brněnské městské hromadné dopravy. Je zde umístěna tramvajová smyčka, kde končí linka č. 6, bloková trolejbusová smyčka, obsluhovaná linkou č. 30, a autobusové zastávky MHD i regionálních autobusů IDS JMK. Tramvajová trať od Semilassa byla k železniční stanici přivedena Kosmovou ulicí v roce 1952. Samotný terminál byl zřízen v roce 1997.
Z tramvajové smyčky vede vlečková kolej do prostoru stanice, kde je napojena spojkou na železnici. Toto spojení vzniklo v roce 1970 a bylo v minulosti využíváno jako překladiště materiálu pro Dopravní podnik města Brna a pro překládání nových nebo rekonstruovaných tramvají dovezených do Brna na nákladních železničních vagonech.

## Galerie

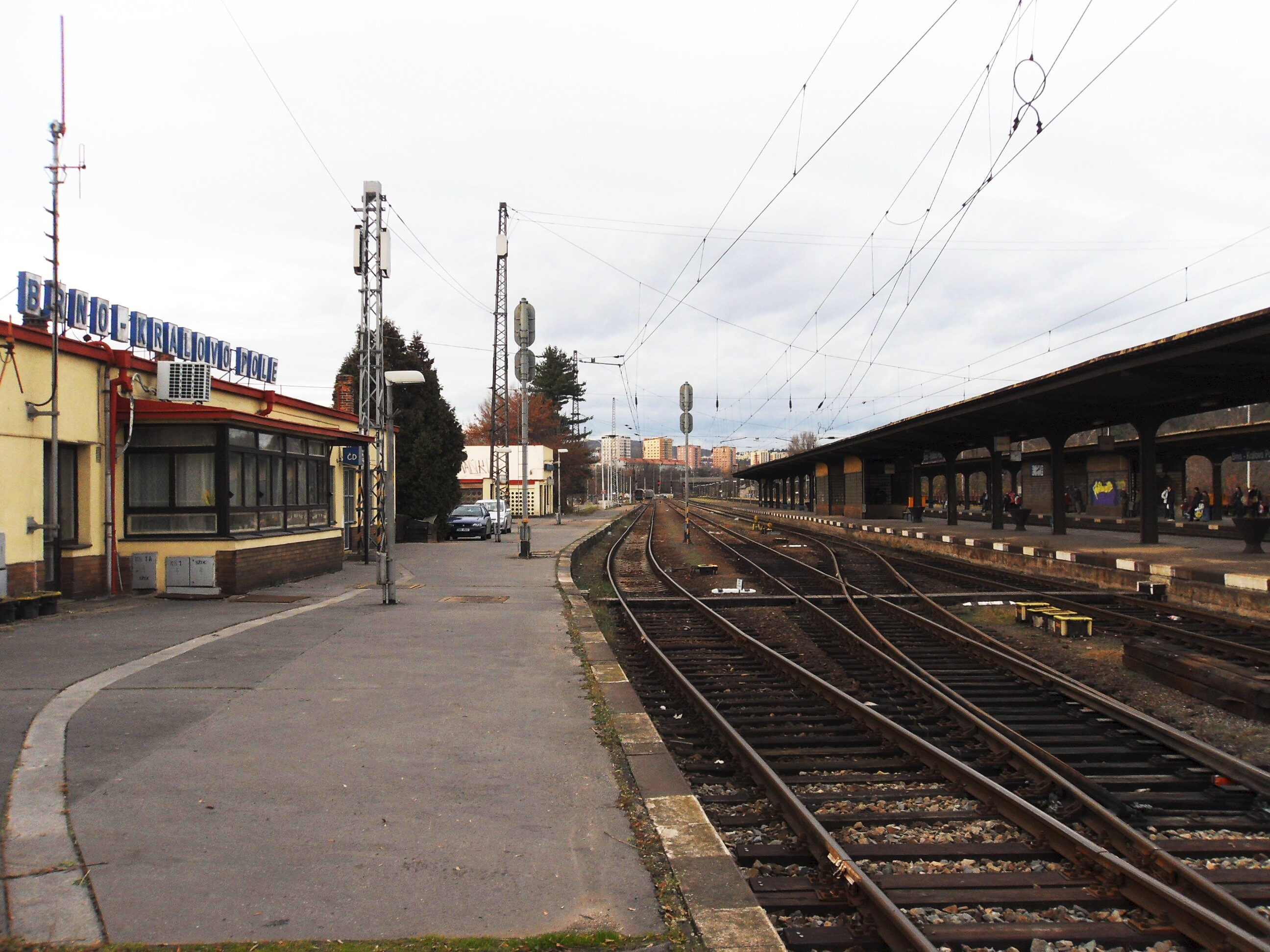
Stanice Brno-Královo Pole, pohled z 1. nástupiště (2010)
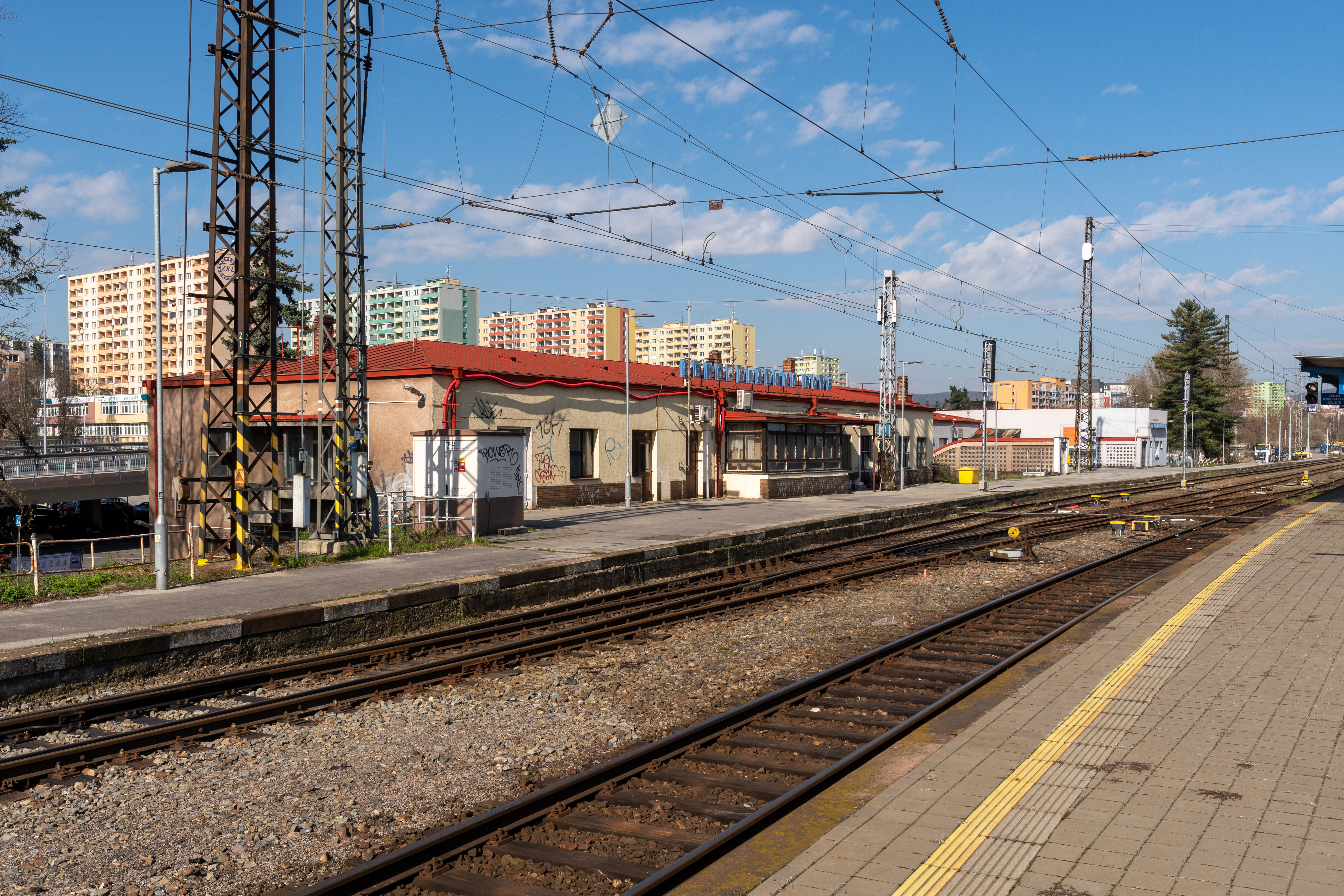
Výpravní budova před zahájením modernizace stanice (2024)
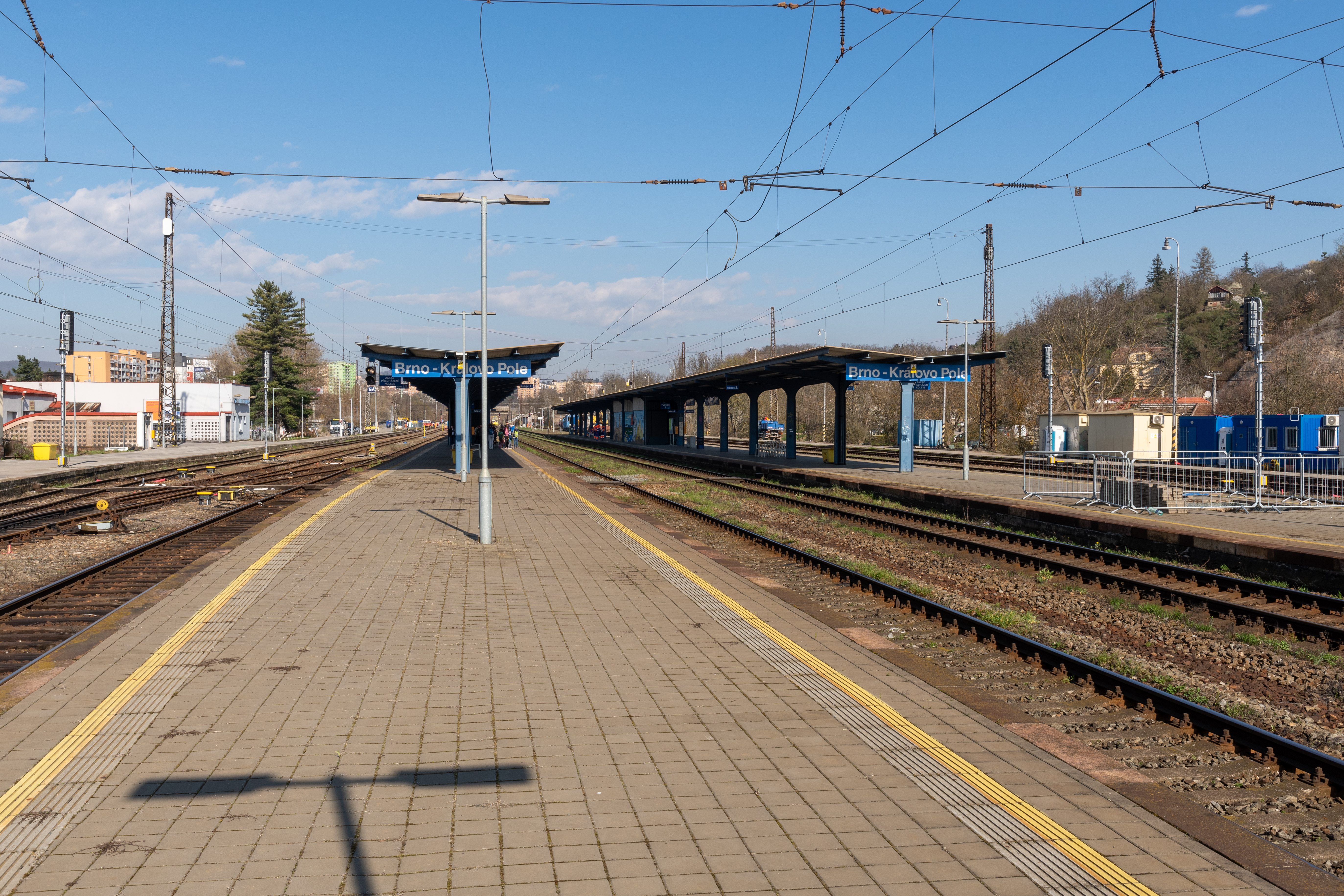
2. a 3. nástupiště (2024)
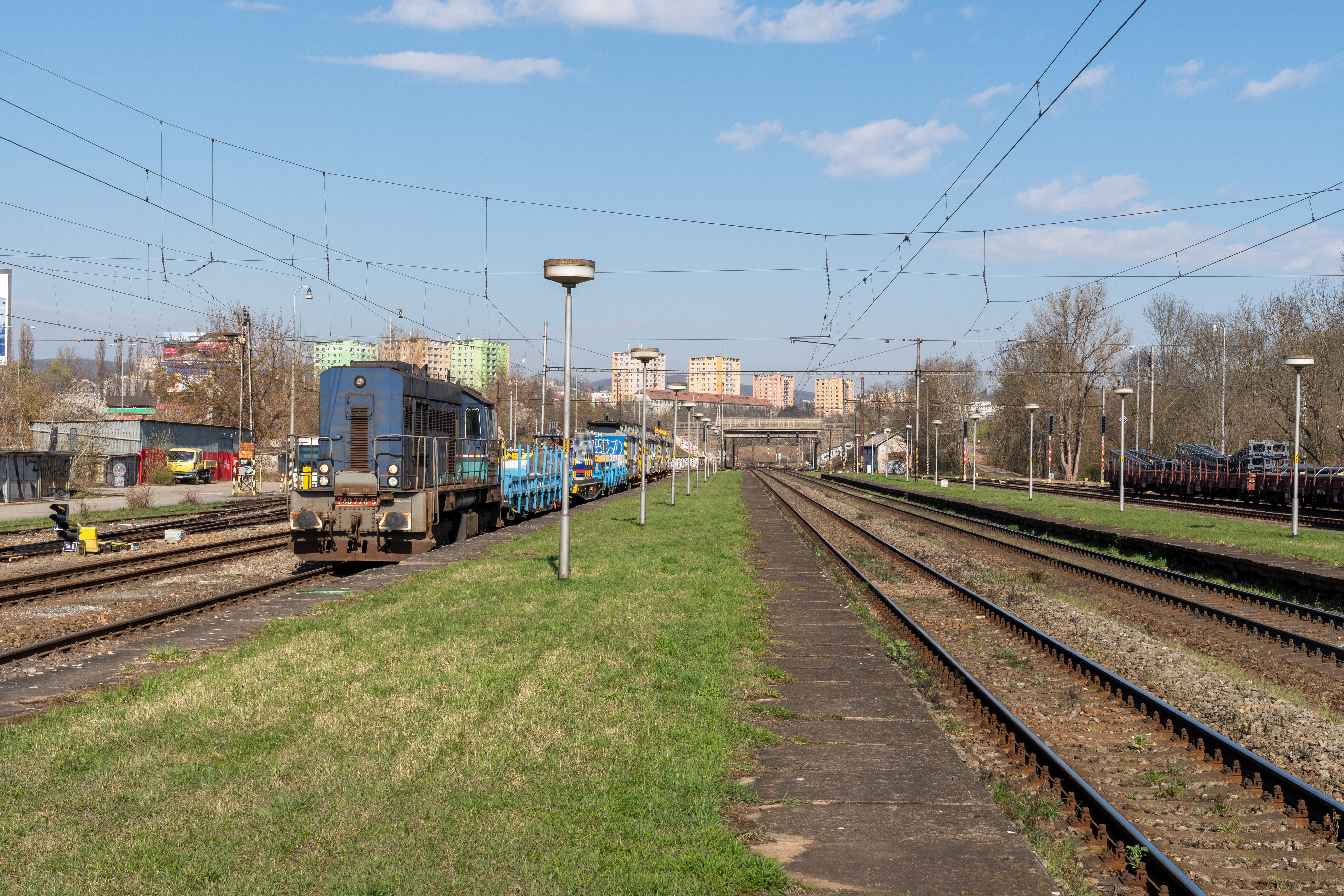
Kolejiště ve stanici, pohled z 2. nástupiště směr Kuřim (2024)
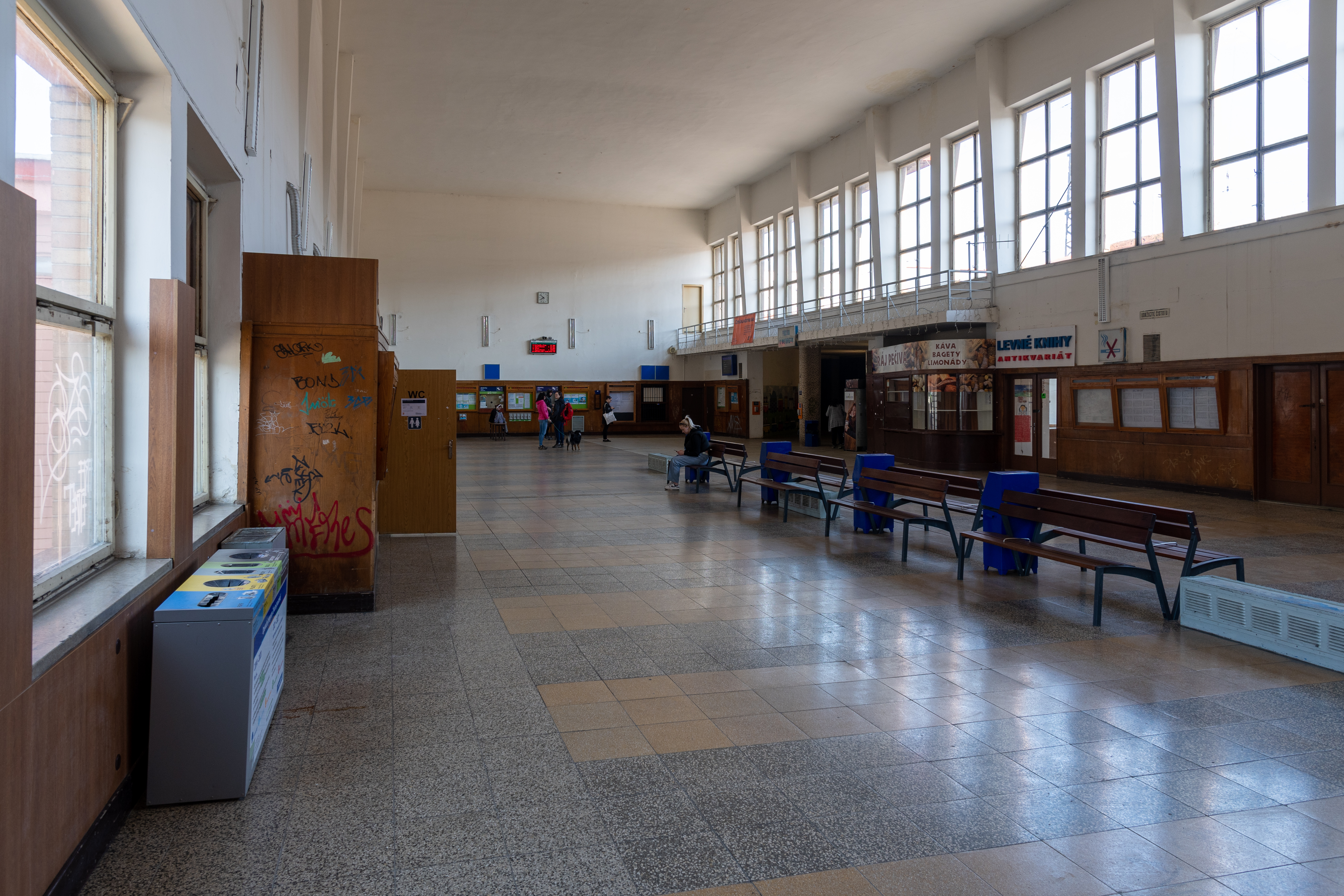
Interiér odbavovací haly (2024)
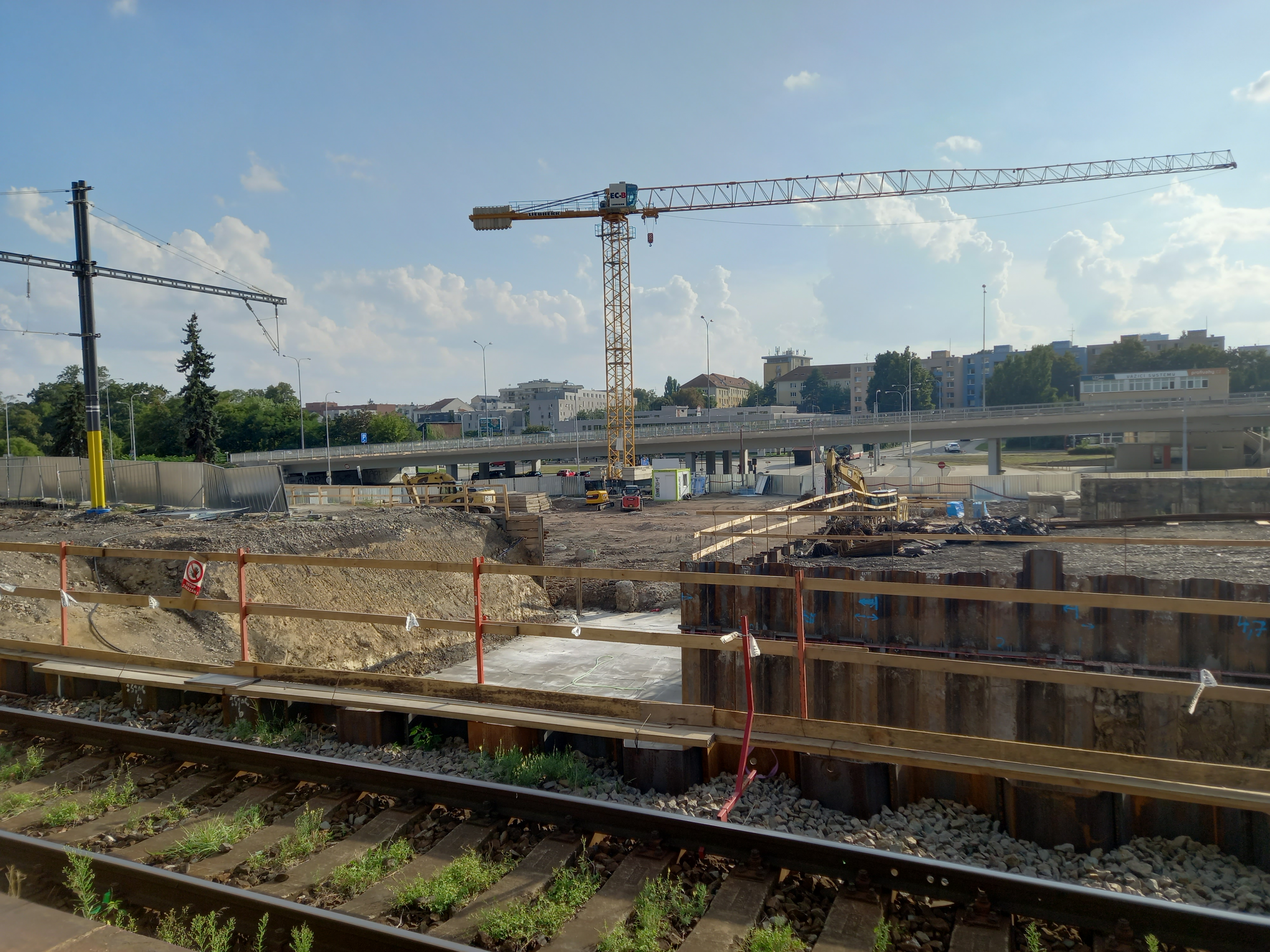
Rekonstrukce stanice v srpnu 2024, pohled směrem na výpravní budovu
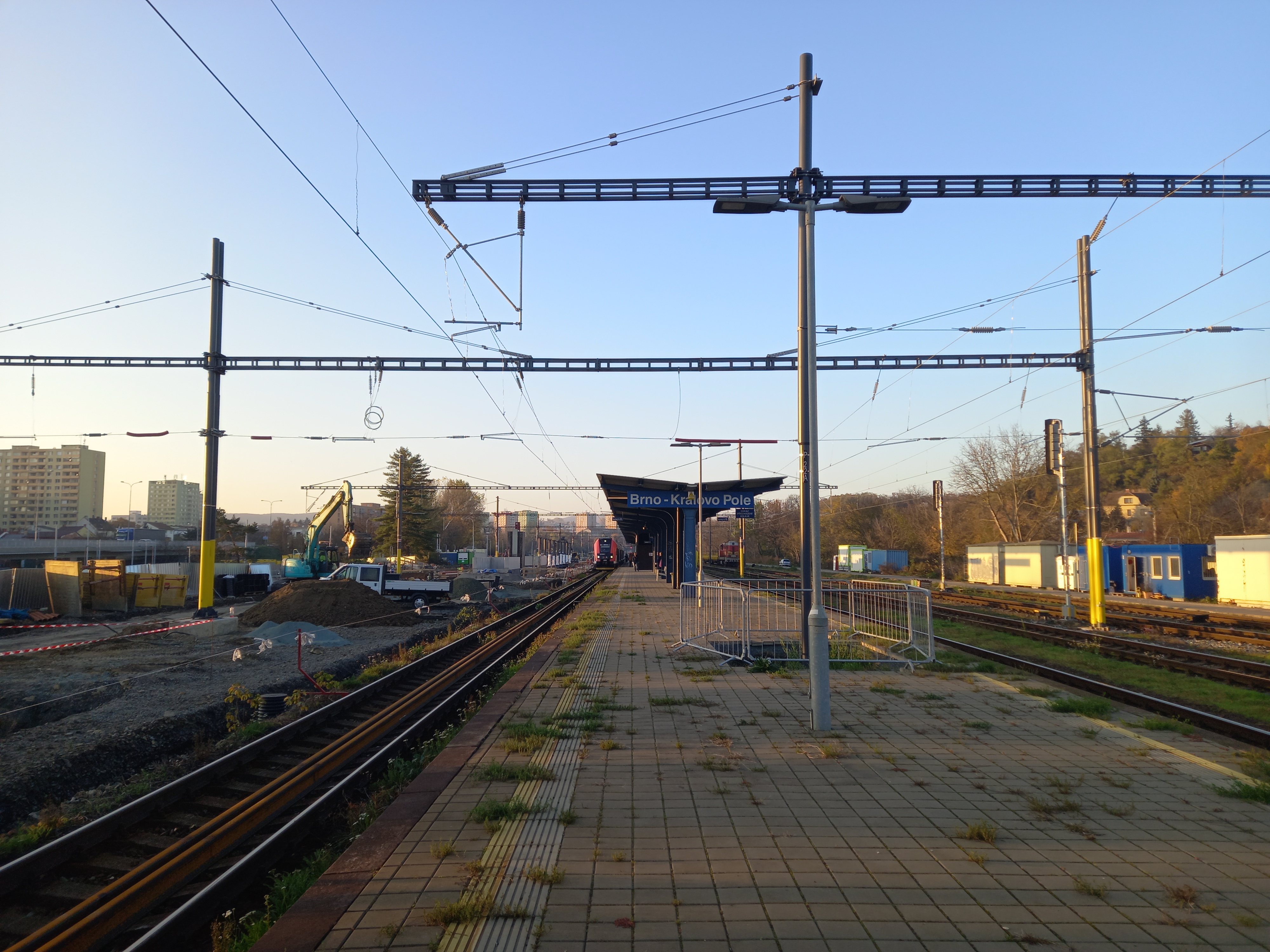
Rekonstrukce stanice v listopadu 2024
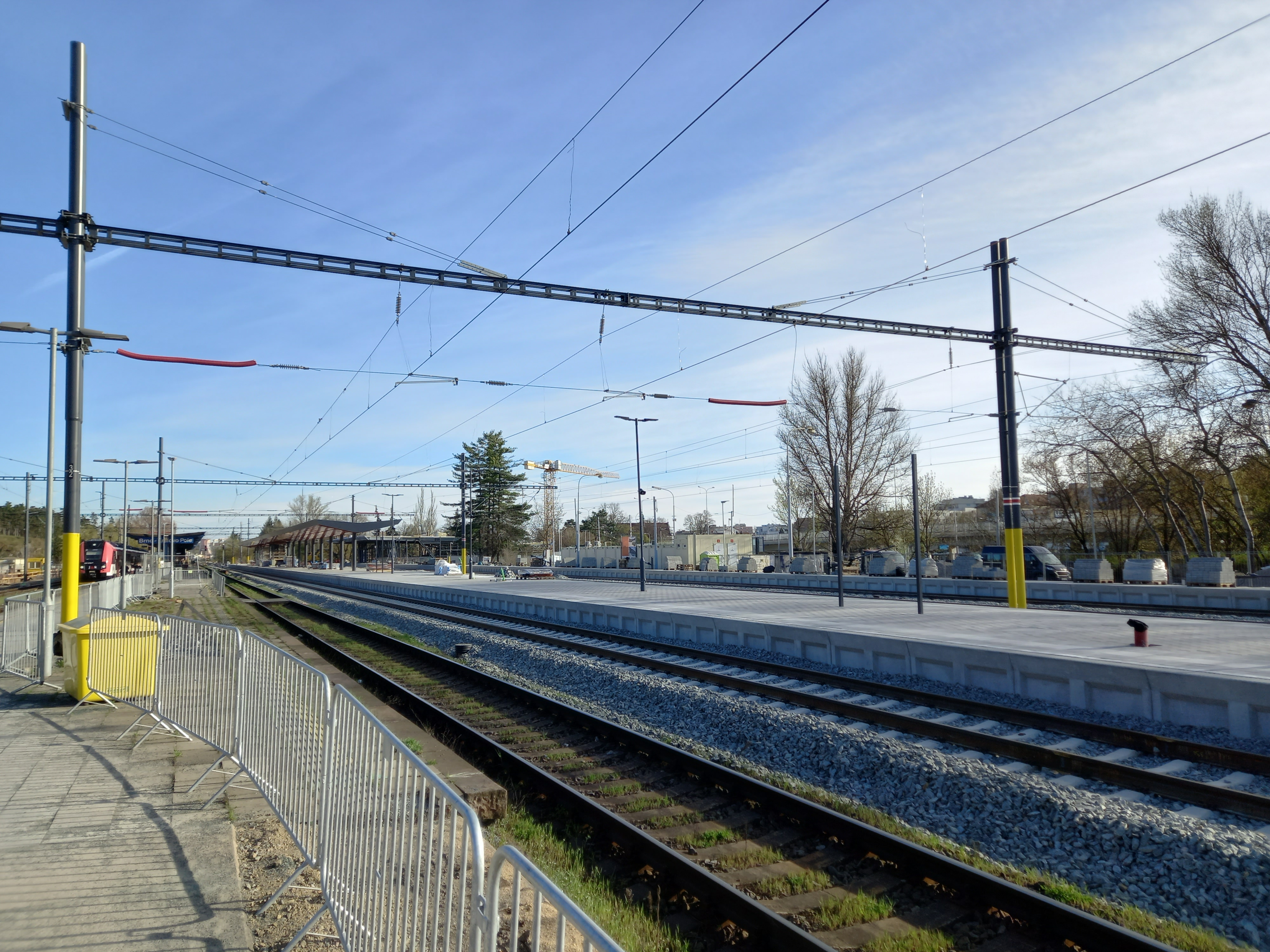
Rekonstrukce stanice v dubnu 2025
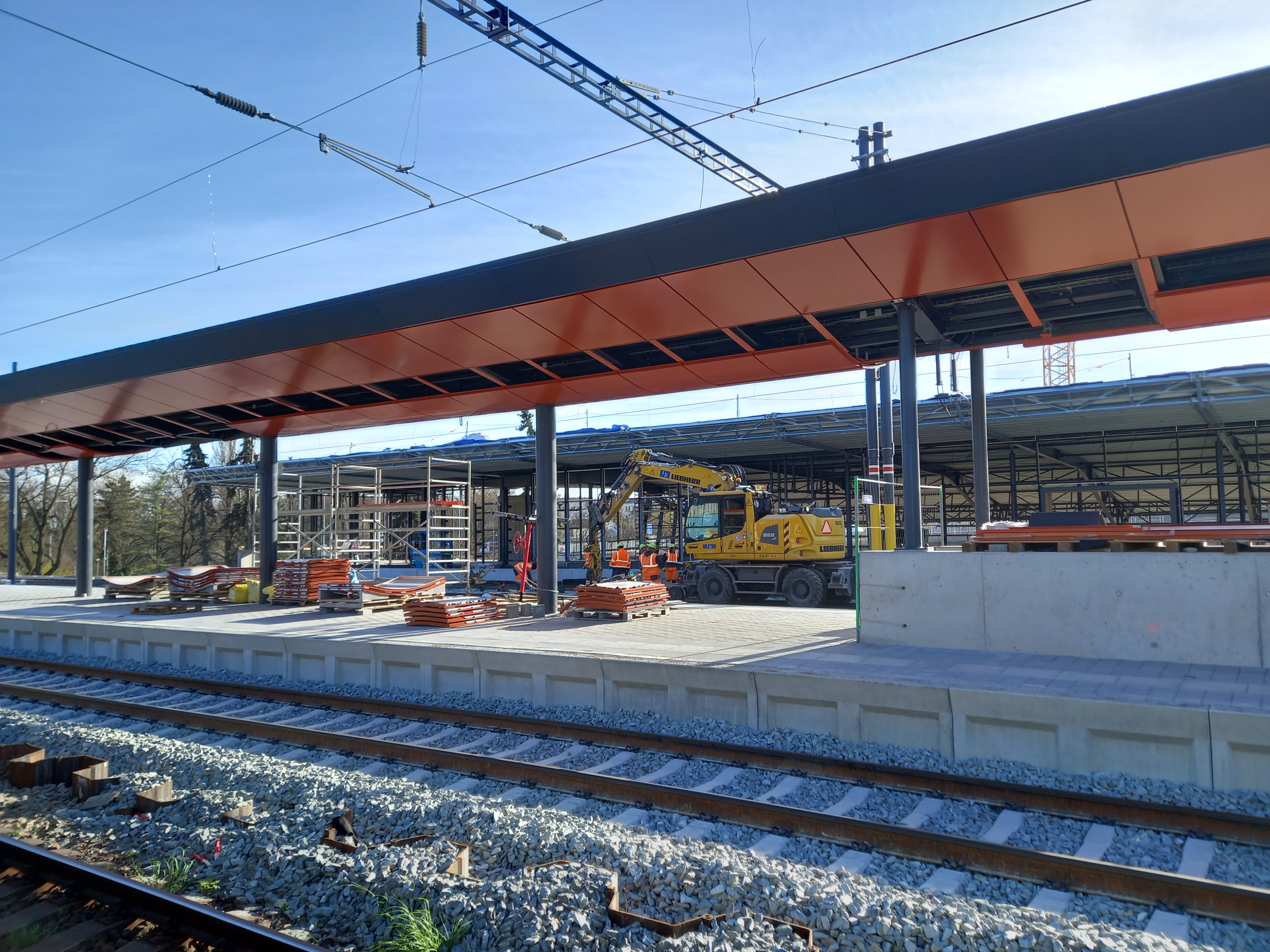
Rekonstrukce stanice v dubnu 2025, pohled z 3. nástupiště směrem na výpravní budovu
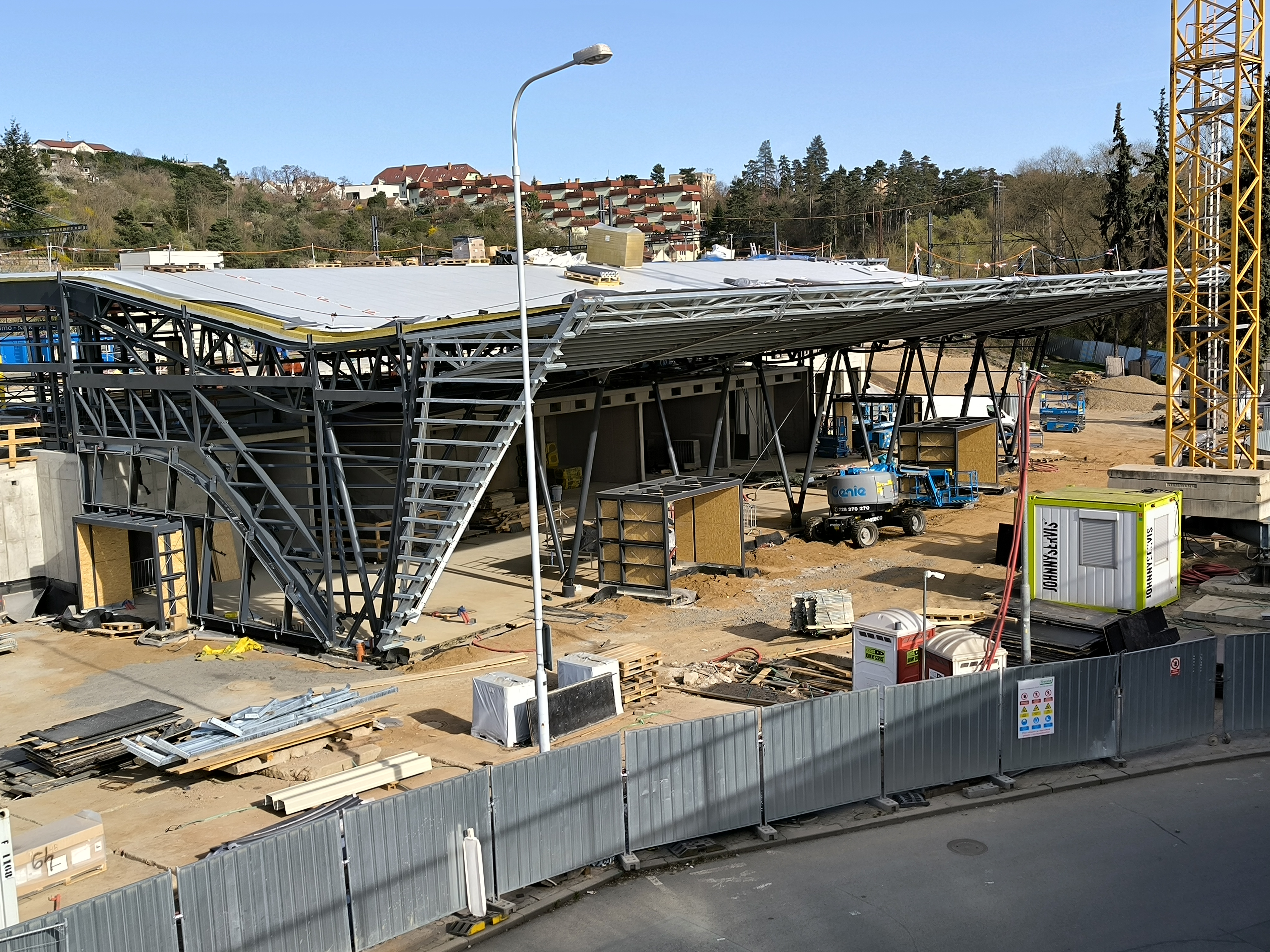
Výstavba nové nádražní haly, duben 2025